# جوناس بيرسون (دراج)
جوناس بيرسون هو دراج سويدي، ولد في 24 مايو 1913 في أوبسالا في السويد، وتوفي في 7 مايو 1986 في ستوكهولم في السويد.

## وصلات خارجية
- جوناس بيرسون على موقع أوليمبيديا (الإنجليزية)
- جوناس بيرسون على موقع اللجنة الأولمبية السويدية (السويدية)